# Tannadice Park
Tannadice Park är en fotbollsarena i Dundee i Skottland, Storbritannien och hemmaarena för Dundee United.